# Salina Bay

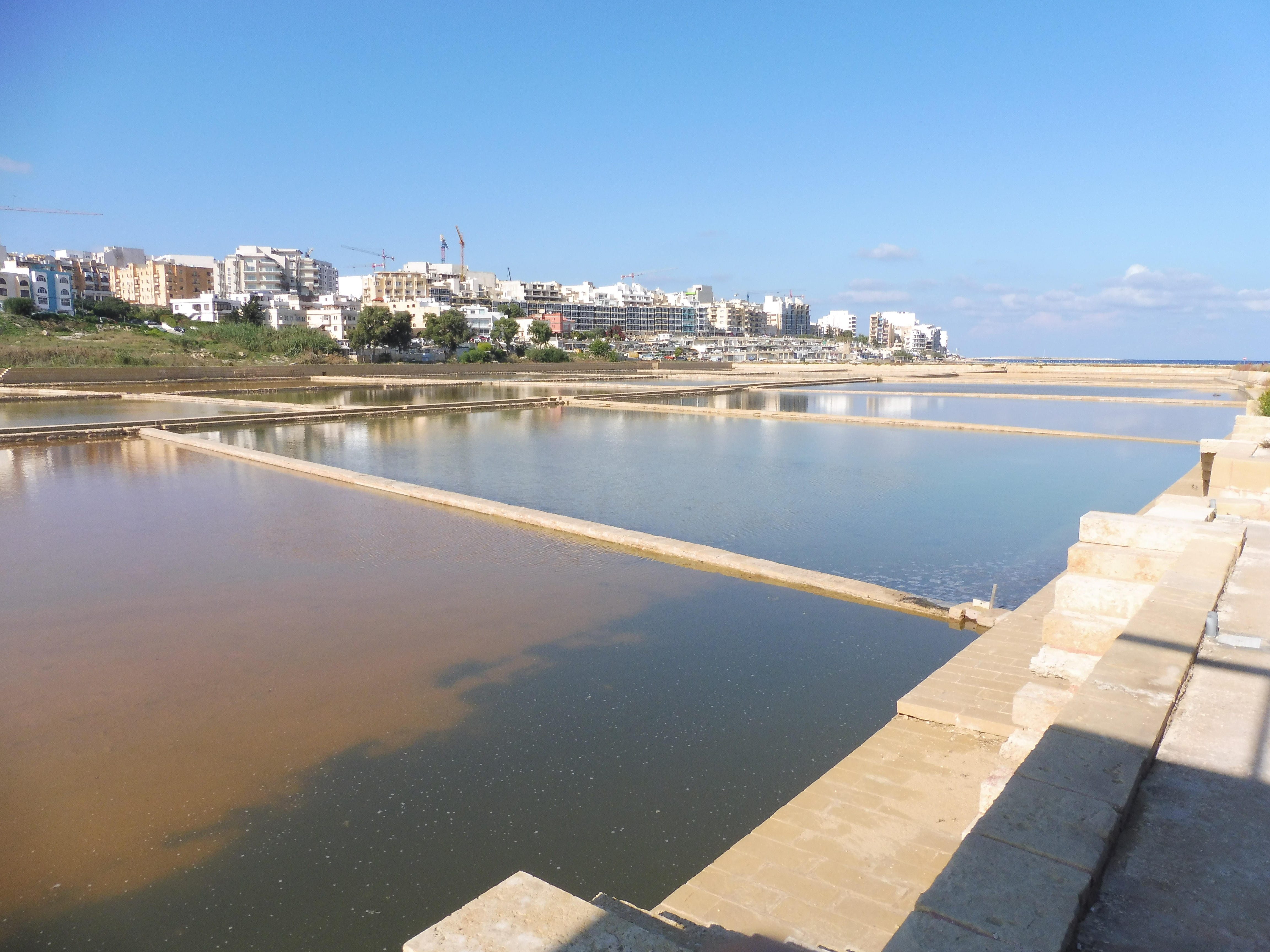
Die namensgebenden Salinenbecken

Die Salina Bay ist eine Meeresbucht im Nordwesten der maltesischen Hauptinsel Malta.
An ihrem inneren Ende wird durch Meerwasserverdunstung Speisesalz gewonnen. Von diesen Salinen hat die Bucht ihren Namen.
Der Ausgang der Salina Bay wird flankiert vom Għallis Tower, einem zur Zeit der Johanniterritter erbauten Wachturm. In der Nähe befinden sich die megalithische Tempelanlage von Buġibba und der Tempel von Tal-Qadi. Auf der Südseite der Bucht befinden sich außerdem die Salina Catacombs.